# Ingemar Erlandsson

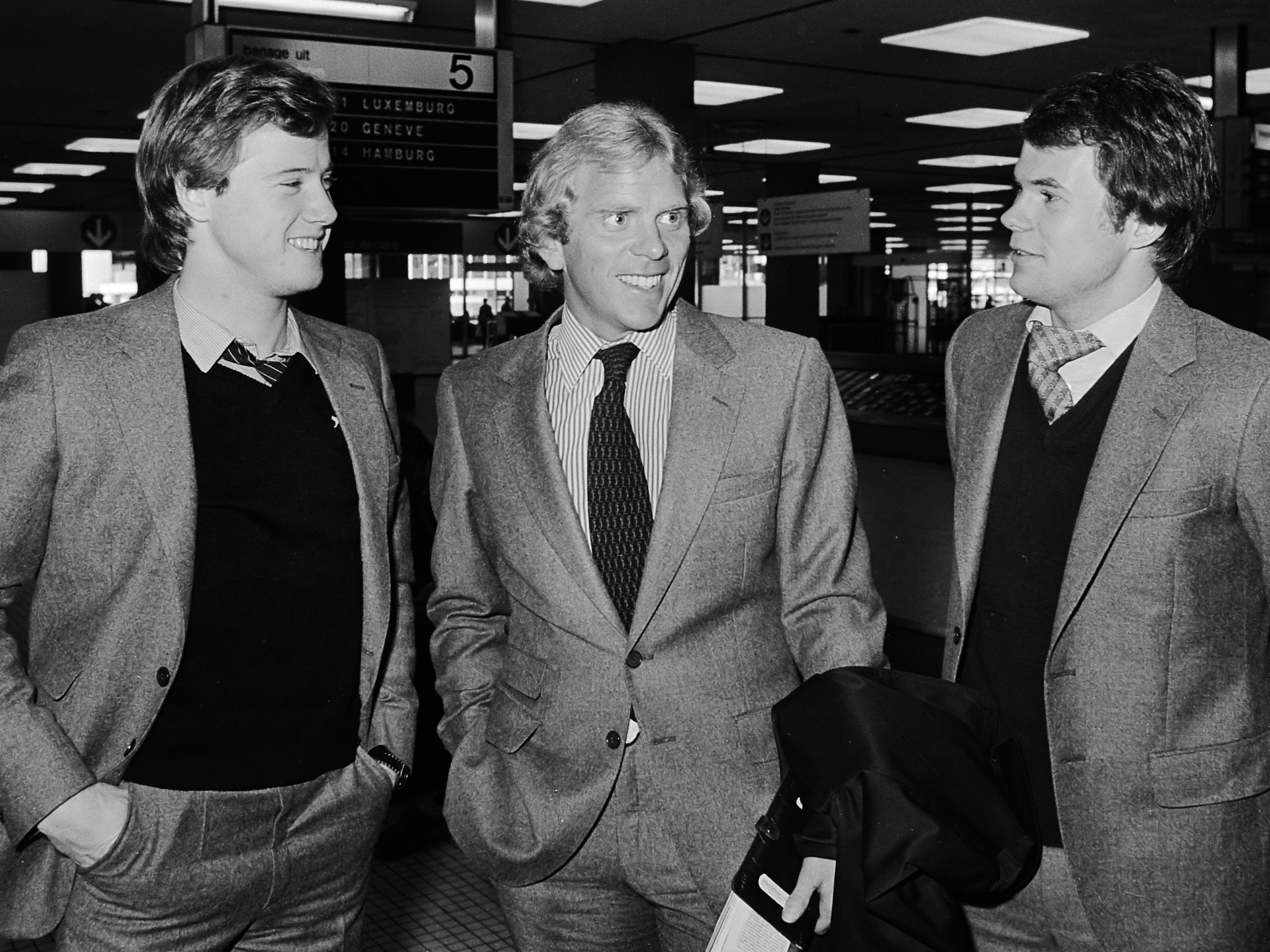
Ingemar Erlandsson, links, 1979

Ingemar Erlandsson (* 16. November 1957; † 9. August 2022) war ein schwedischer Fußballspieler, der später auch als Funktionär tätig war.

## Laufbahn
Erlandsson spielte für Malmö FF in der Allsvenskan. 1977 wurde der Abwehrspieler mit dem Klub schwedischer Meister und erreichte in der folgenden Saison überraschend das Endspiel im Europapokal der Landesmeister. Das Spiel ging jedoch durch ein Tor von Trevor Francis mit 0:1 gegen Nottingham Forest verloren. 1986 gewann er eine weitere Meisterschaft mit dem Klub. 
Zwischen 1978 und 1985 bestritt Erlandsson 69 Länderspiele für Schweden. Er nahm an der Weltmeisterschaft 1978 teil, bei der Schweden in der Vorrunde scheiterte.
Nach seiner aktiven Karriere gehörte Erlandsson mehrere Jahre dem Vorstand von Malmö FF an.